# Paton
Paton je priimek več oseb:
- Boris Evgenovič Paton (1918–2020), ukrajinski metalurg, strokovnjak za varjenje, organizator znanosti, predsednik ukrajinske akademije znanosti v letih 1962-2020
- Charles Ernest Paton (1874–1970), angleški filmski igralec
- Charles Morgan Paton, britanski general
- Jevgenij Paton (Eugen(ij) Oskarovič Paton) (1870–1953), ukrajinski sovjetski inženir, konstruktor (Patonov most), ustanovitelj inštituta za varjenje v Kijevu
- William Calder Paton, britanski general